# Microbuthus kristensenorum
Espèce
Microbuthus kristensenorum est une espèce de scorpions de la famille des Buthidae.

## Distribution
Cette espèce est endémique du Dhofar en Oman. Elle se rencontre vers la côte.
Sa présence au Yémen est incertaine.

## Description
La femelle holotype mesure 26,50 mm, les femelles mesurent de 20 à 26,50 mm.

## Étymologie
Cette espèce est nommée en l'honneur de Charles et Anita Kristensen.

## Publication originale
- Lowe, 2010 : « New picobuthoid scorpions (Scorpiones: Buthidae) from Oman. » Euscorpius, no 93, p. 1-53 (texte intégral).